# Potiraguá
Potiraguá é um município brasileiro do estado da Bahia.

## História
Potiraguá é um nome próprio de origem indígena que significa "lugar de muitas águas" ou "rio das águas claras". A palavra  Potiraguá tem origem na Língua Tupi-Guarani, sendo formada pela junção dos termos "poty" (rio) e "raguá" (claro, transparente)...
A história da cidade de Potiraguá remonta ao ano de 1934, quando foi fundada a primeira povoação por Bento Alves, um fazendeiro da região. Essa pequena comunidade recebeu o nome de Belém, marcando o início da ocupação  na região. No ano de 1937, as autoridades de Encruzilhada, município vizinho, tentaram instalar no arraial o distrito de Araponga. No entanto, a população de Belém se opôs a essa mudança. Eles não apenas se incomodavam com o nome de Araponga que lhes queriam impor, mas também não desejavam estar subordinados ao município de Encruzilhada. Impedidos pela resistência da população, as autoridades de Encruzilhada não conseguiram instalar o distrito de Araponga em Belém.

## Demografia
De acordo com a estimativa populacional mais recente, que se refere ao ano de 2021, Potiraguá contava com uma população estimada de 6.623 pessoas.

### Religião
Os dados demográficos revelam que a maioria da população em 2010 identificava-se como Católica Apostólica Romana, totalizando 5.518 fiéis, enquanto as igrejas evangélicas, com um total de 2.619 membros.

## Economia
No ano de 2020, o Produto Interno Bruto per capita (PIB per capita) era de R$ 14.720,38.

## Rendimento da população
Em relação ao rendimento da população da cidade de Potiraguá, no ano de 2022, salário médio mensal dos trabalhadores formais era de aproximadamente 1,7 salários mínimos. Neste mesmo ano, o município contava com um total de 1.045 pessoas empregadas de acordo com o último censo.

## Infraestrutura

### Saúde
No ano de 2009, Potiraguá contava com um total de seis estabelecimentos de saúde que faziam parte do Sistema Único de Saúde (SUS). Em relação à mortalidade infantil, no ano de 2020, o município registrou uma taxa de 18,87 óbitos por mil nascidos vivos.

### Educação
Em 2010, a taxa de escolarização de crianças entre 6 e 14 anos de idade alcançou o expressivo índice de 97,6%.
Quanto Índice de Desenvolvimento da Educação Básica (IDEB), referente aos anos iniciais do ensino fundamental na rede pública, o resultado obtido em 2021 foi de 4,7. No entanto, os anos finais do ensino fundamental ainda apresentam um IDEB um pouco mais baixo, registrando 4,2 em 2021. Em relação às matrículas, no ano de 2021, foram registradas 1.495 matrículas no ensino fundamental e 356 matrículas no ensino médio. Em 2021, foram contabilizados 86 docentes atuando no ensino fundamental e 18 no ensino médio. Em 2021, haviam 12 escolas destinadas ao ensino fundamental e 1 escola para o ensino médio.

## Imagens

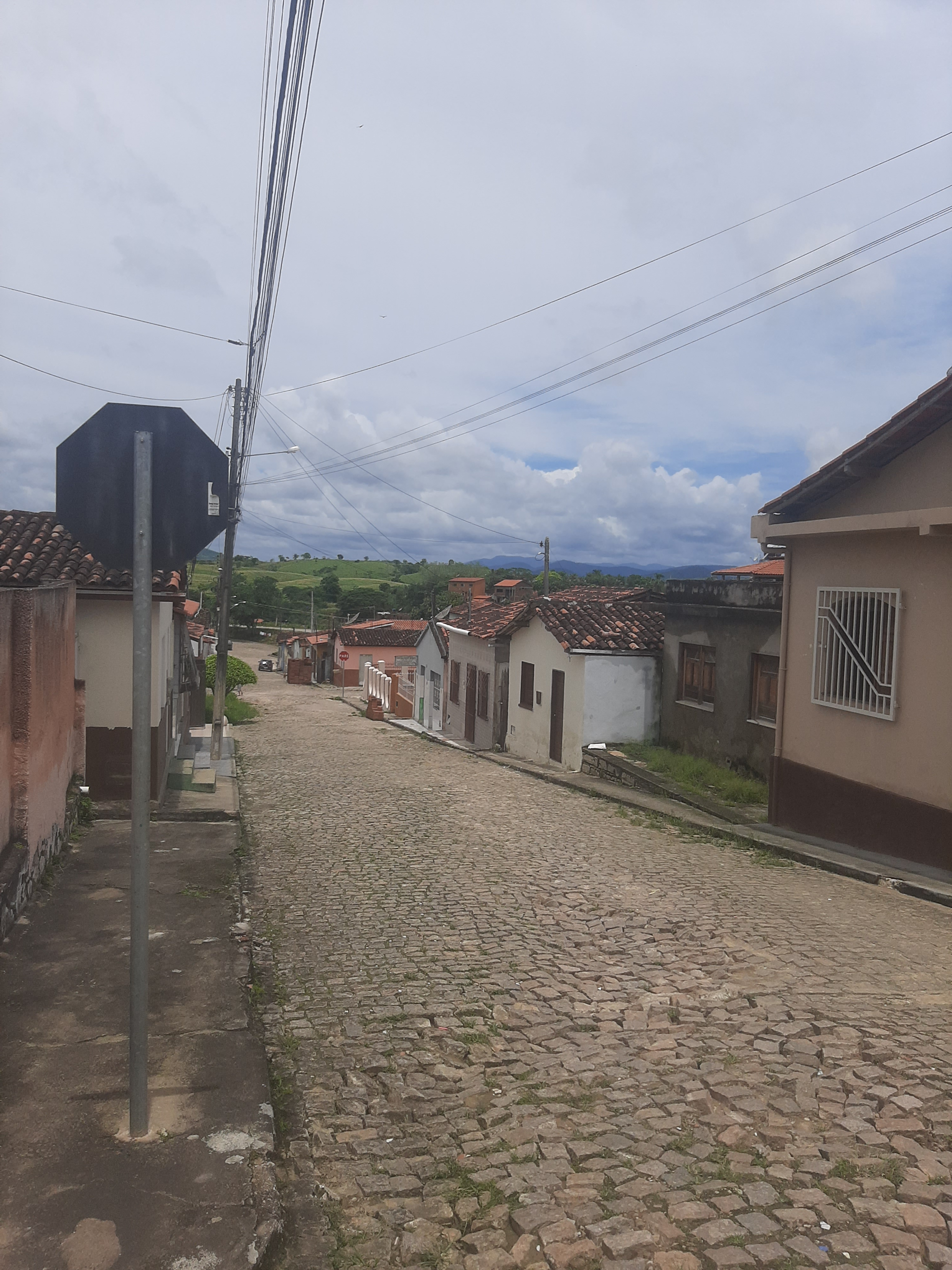
Bairro de Potiraguá